# Samael
Samael — швейцарський музичний гурт, що грає індастріал-метал, ранні альбоми відносять також до блек-металу.
Утворився у квітні 1987 року.

## Дискографія
Гурт випустив 10 студійних альбомів:
- Worship Him (1991)
- Blood Ritual (1992)
- Ceremony of Opposites (1994)
- Passage (1996)
- Eternal (1999)
- Reign of Light (2004)
- Solar Soul (2007)
- Above (2009)
- Lux Mundi (2011)
- Hegemony (2017)